# Fotoreceptor (eiwit)
Een fotoreceptor bij fotosynthetische organismen zoals planten, is een chromoproteïne bestaande uit een eiwit dat geconjugeerd is met een gepigmenteerde prostetische groep. Fotoreceptoren kunnen worden ingedeeld in drie belangrijke groepen: fytochromen, cryptochromen en fototropinen.

Fotosynthetiserende organismen hebben fotoreceptoren nodig om zich bijvoorbeeld naar het licht te richten, om de ontkieming op het juiste moment te laten plaatsvinden en om de fotosynthese, die bewerkstelligd wordt door chloroplasten en het chlorofyl, optimaal te laten verlopen. De plant moet zich voortdurend aanpassen aan seizoenswisselingen, schaduw, zon en schommelingen in temperatuur. De fotoreceptoren kunnen processen in werking zetten zoals de verplaatsing van chloroplasten om scherp licht te ontwijken en zwak licht maximaal te benutten.

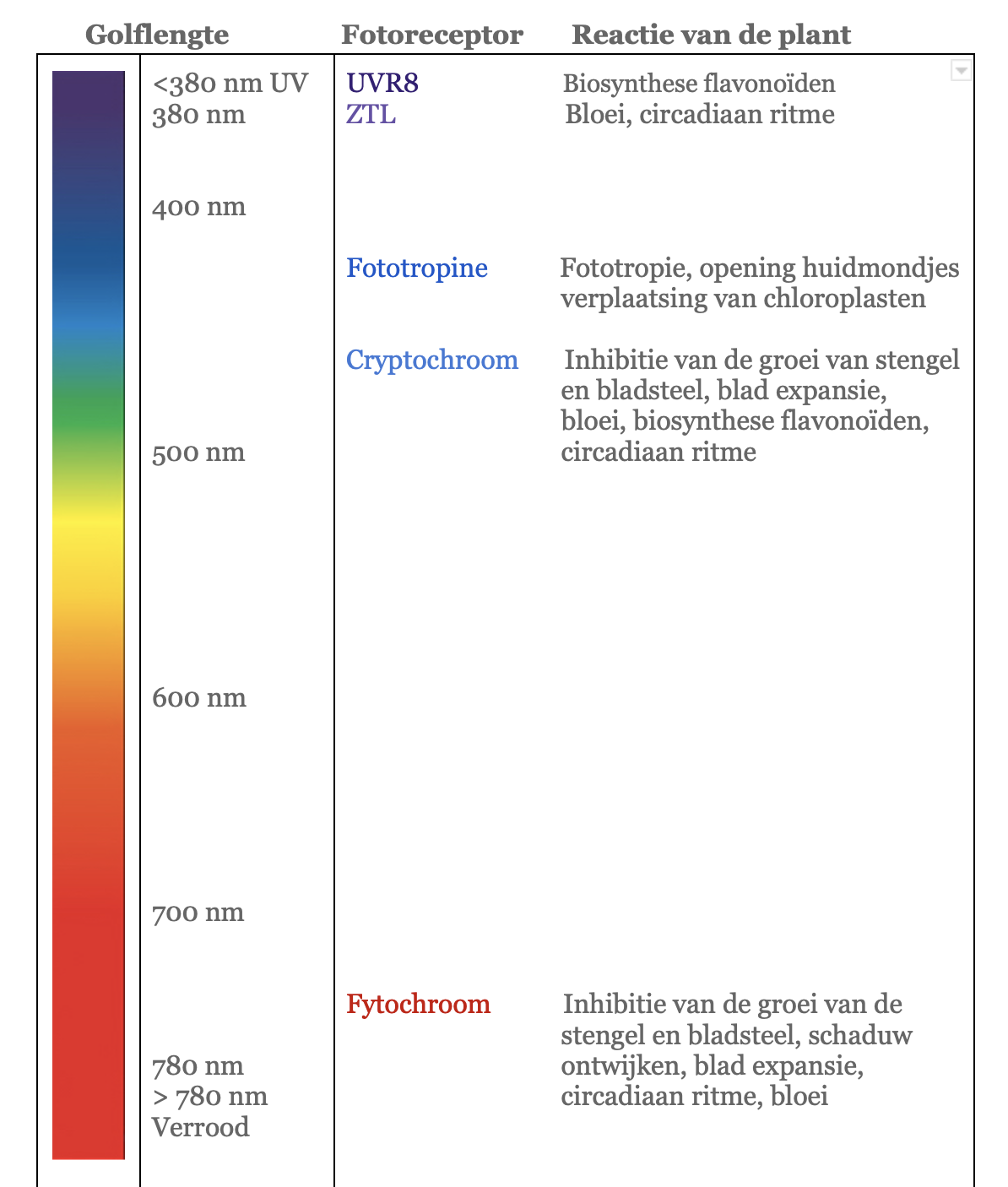
Fotoreceptoren en de bijbehorende golflengtes uit het zichtbare spectrum waardoor ze geactiveerd worden en een reactie oproepen in planten

## Evolutie
De evolutie van fotoreceptoren laat zien dat de eerste planten – zoals levermossen en hauwmossen – slechts één type uit elk van onderstaande klassen van fotoreceptoren hadden. Bij de zaadplanten en varens daarentegen zijn er, als gevolg van duplicatie van genen, verschillende fotoreceptoren van eenzelfde klasse. Dergelijke duplicaties hebben zich onafhankelijk van elkaar in verschillende landplanten voorgedaan. In het geval van fytochromen en fototropinen leidde dit steeds tot parallelle vormen die qua functie overlappen, waarbij de ene echter de respons op zwak licht reguleert en de andere de respons op fel licht.

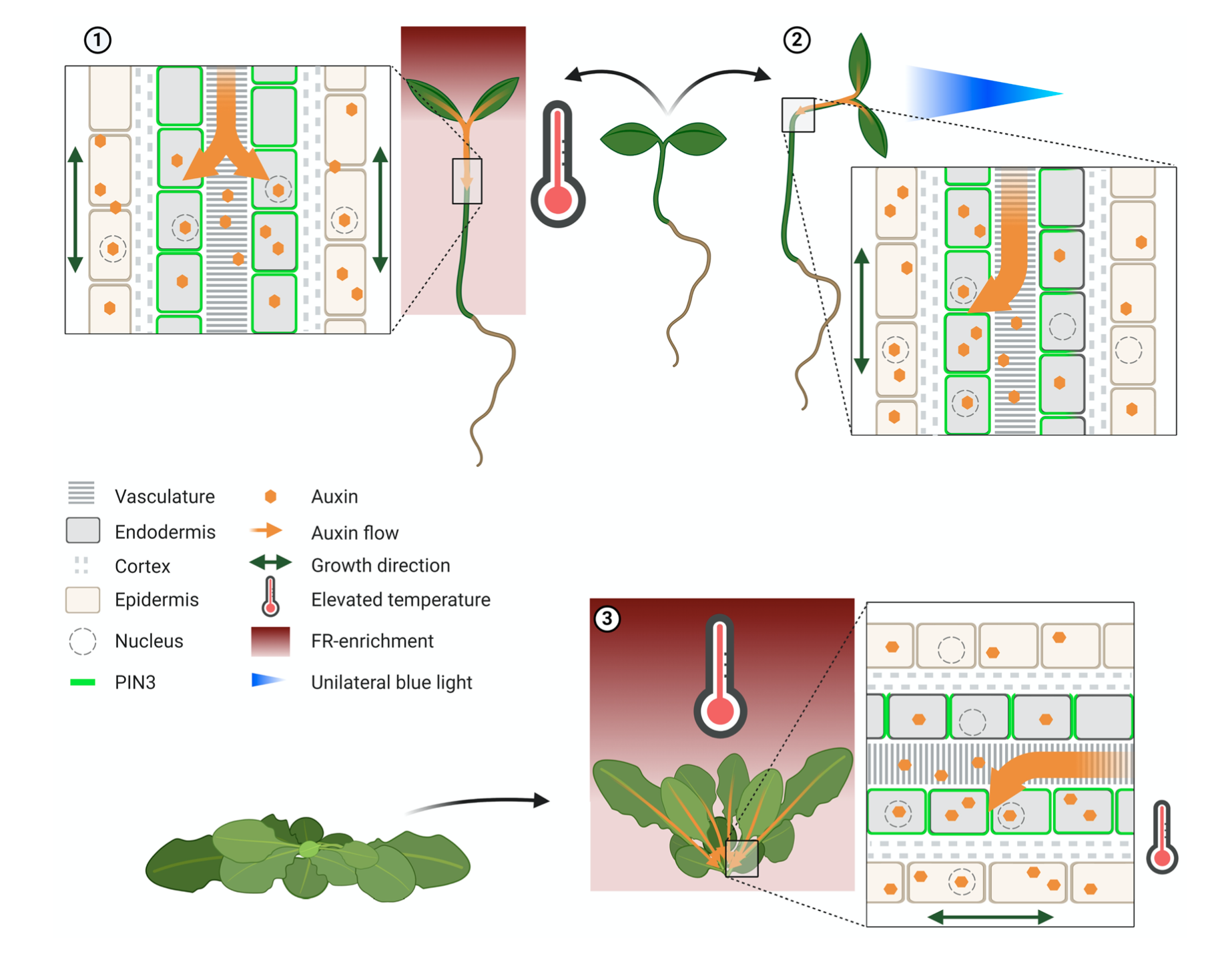
Fotoreceptor controle van auxine distributiepatronen. Inserts tonen een cellulaire weergave van auxine-lokalisatie in hypocotyl of bladsteel. 1 Hypocotyl-verlenging van zaailingen na fotoreceptor fytochroom B inactivering door verhoogde temperatuur en vérrood (Far red; FR)-verrijkt licht. De novo gesynthetiseerde auxine wordt getransporteerd van de zaadlobben naar de hypocotyl, waar een gelijkmatige verdeling van PIN3-eiwitten tussen de verschillende zijden van de hypocotyl endodermis zowel neerwaarts als lateraal auxine transport vergemakkelijkt, waardoor auxine-accumulatie door de hypocotyl vergemakkelijkt wordt. 2 Eenzijdig blauw licht (hier van rechts) resulteert in een fototropine-afhankelijke buiging naar de lichtbron als gevolg van fototropie. Dit gebeurt door asymmetrische lokalisatie van PIN3-eiwitten in de endodermis, wat het transport van auxine naar de niet-verlichte kant bevordert. Het resulterende auxine gradiënt bevordert differentiële cel verlenging die resulteert in buiging naar het licht. 3 Blootstelling van volwassen planten aan aanvullende FR of verhoogde temperatuur resulteert in opwaartse beweging van het blad. Bij zowel verhoogde temperatuur als FR-verrijkt licht zijn auxine- en polair auxinetransport vereist voor de hyponastische (opwaartse) bladbeweging.Figuur uit Küpers et al.

## Classificatie
Fotoreceptoren kunnen worden opgedeeld in drie belangrijke klassen: fytochromen, cryptochromen en fototropinen.

### Rood- en vérroodreceptoren
Er is in de jaren 1960 in Nederland onderzoek gedaan naar de invloed van rood en vérrood licht (630 – 750 nanometer; nm) onder andere op het Avena-coleoptiel.

#### Fytochroom
Fytochroom was de eerst ontdekte fotoreceptor in planten. Er zijn vijf verschillende fytochromen die functioneren als kinasen. Na hun activering migreren Fytochroom A en fytochroom B naar de celkern waar ze invloed hebben op de transcriptie. Deze fotoreceptor regelt de ontkieming en de schaduw-ontwijkende respons.

### Blauwreceptoren

#### Cryptochroom
In 1993 werd het cryptochroom cry1 ontdekt in Arabidopsis thaliana. In eerste instantie leek deze receptor op een prokaryotische DNA-fotolyase, een enzym dat DNA-schade herstelt die door ultraviolet licht is ontstaan. Vervolgens werd cry2 ontdekt die evenals cry1 een flavoproteïne op de fotolyase lijkt.
Cry 3 is samen met DNA fotolyase van belang voor reparatie in mitochondriën en chloroplasten. Cryptochroom komt ook voor in het dierenrijk. Het heeft dan een rol in de regeling van het circadiaan ritme bij insecten (Drosophila melanogaster) en zoogdieren (cry1 en cry2) waaronder de mens, en in magnetoceptie bij vogels (cry4).

#### Fototropine
Fototropine werd in 1988 ontdekt. Samen met fytochromen en cryptochromen zijn fototropinen verantwoordelijk voor de processen die zich afspelen bij de groei van de plant. Ze regelen belangrijke reacties die onder invloed van het licht staan zoals positieve fototropie bij stelen, takken en bladeren en negatieve fototropie in de wortels.  Ze regelen fysiologische processen zoals de verplaatsing van chloroplasten. Deze kunnen  zich opeenhopen of juist verspreiden om licht beter te vangen respectievelijk te vermijden. Ze regelen ook de opening van de huidmondjes, de bladgroei en de groei van zaailingen.
Deze receptor die geactiveerd wordt door blauw licht (400 - 500 nm) is een kinase. Als gevolg van de activering van de receptor en de kinase, ontstaat er een opeenhoping van auxine. Dit plantenhormoon hoopt zich op aan de schaduwzijde van voorgenoemde structuren waardoor de cellen aan deze kant zich strekken en de plant naar het licht toebuigt.
De levermossen en hauwmossen bezitten slechts één gen voor fototropine, terwijl de mossen, lycofyta, varens en zaadplanten daar meerdere genen voor hebben. Deze duplicatie bracht twee parallelle vormen voort: phot1 regelt de respons op zwak licht en phot2 die bij sterk licht.

#### Overige
Naast de bovengenoemde fotoreceptoren bestaan er ook nog de receptorfamilie ZTL/ADO, die ook gevoelig is voor blauw licht en UVR8 die gevoelig is voor UV-B-straling.